# Volley Ball Club Riom Auvergne
Il Volley Ball Club Riom Auvergne è stata una società pallavolistica femminile francese, con sede a Riom. Dopo aver militato per diversi anni nel massimo campionato francese, la società è fallita nel 2006.

## Storia della società
Il Volley Ball Club Riom Auvergne venne fondato nel 1983: originariamente accanto alla squadra femminile, era presente anche una maschile, ed entrambe partecipavano al campionato Nationale 1B. A seguito di problemi economici si decise di proseguire soltanto con le ragazze.
In pochi anni la squadra riuscì ad arrivare nel massimo campionato francese: nel 1991 vince il primo trofeo della sua storia, ossia la coppa di Francia, mentre la vittoria in campionato, dopo averla sfiorato per due volte nel 1991 e 1992, arriva nel 1993. Per tutti gli anni novanta il VBC Riom sarà uno dei club più quotati francesi vincendo altri due scudetti ed un'altra coppa di Francia. Anche nelle competizioni europee si comporta molto bene arrivando a tre finali, di cui due consecutive, in Coppa delle Coppe, ma perdendo in tutte le occasioni.
La sconfitta in Coppa di Francia contro il RC Cannes nel 1998 e il terzo posto in campionato nel 2004 saranno gli ultimi podi del club, sempre più afflitto da problemi finanziari. Al termine della stagione 2005-06, il Volley Ball Club Riom Auvergne viene dichiarato fallito e da allora è attivo solo nel settore giovanile.

## Palmarès
- Campionato francese: 3

1992-93, 1993-94, 1996-97
- Coppa di Francia: 2

1990-91, 1994-95